# 生坂村営バス
生坂村営バス（いくさかそんえいバス）は、長野県東筑摩郡生坂村が運営する村営バス。2004年度（平成16年度）から、大新東株式会社松本営業所に運行業務が委託されていたが、2023年（令和5年）4月1日より池田町から運営を引き継いだ池坂線が安曇観光タクシー株式会社に業務委託していた関係から同時期に、犀川線も安曇観光タクシー株式会社に業務委託。
ここでは村内で実施している周回デマンドバスについても述べる。

## 概要
過去に松本電鉄バス犀川線（松本バスターミナル - 明科駅 - 山清路）が走っていたが廃止となり、明科駅 - 山清路のみ生坂村営バスに置き換えられて現在に至る。
2007年（平成19年）9月30日までは、古坂（ふるさか）で信州新町町営バスと連絡していた。現在、古坂から信州新町方面へは大町市民バスが走っているが、生坂村営バスとの接続はとられていない。
上生坂（農協前）では池坂線に連絡し、朝夕のみ接続がとられている。
池坂線は2023年（令和5年）4月1日に池田町から移管された路線である。移管当初はあづみ病院を基点とする経路だったが、2024年（令和6年）4月1日からやまなみを基点とする経路に改められた。

## 路線
- 犀川線（全25本中、一部に区間便や予約制の便あり）

古坂 - さぎの平 - 山清路 - 下生坂 - 関屋下 - （やまなみ荘） - 道の駅いくさかの郷 - 下生野 - 中村 - （小立野） - 明科駅前
- 池坂線（法道まわり・三郷まわりともに3本ずつ）

やまなみ - 法道 - あづみ病院 - ツルヤ - 三郷（さんごう） - 下生野 - 道の駅いくさかの郷 - やまなみ

## 運賃
- 運賃はゾーン内は一定、ゾーンを跨ぐと100円加算。

200円、300円、400円の順に値上げされる。区分はA区間が安曇野市内、B区間が村南部、C区間が村北部。
同一区間内であれば200円均一、村北部のC区間 - 村南部のB区間を跨いだ利用と安曇野市内A区間のみの利用は1回300円。
村北部から安曇野市のA区間を跨いで利用する場合は1回400円。
運賃の区分境界は関屋下バス停と安曇野市境付近にある生野郵便局 - 睦橋および京畑 - 上生野間である。
- 池坂線の場合

2023年（令和5年）4月1日より池田町から運営を引き継いだ池坂線は村と池田町で区域が分けられており、区域を跨ぐと300円、区域内は利用は150円である。そのため村内で経路が重複する既存の犀川線と運賃が異なっている。

## その他
- 休日（日・祝）運休
- 車庫は関屋下バス停付近にある。またやまなみ荘の東側でまある。
- 村を南北に縦貫する系統は、やまなみ荘を経由しない。
- 村内の下生坂地域の重地区には生坂村営バスが通っておらず、代わりに筑北村のデマンドバスの乗降場所がある。かつてはここに筑北村営バスのバス停があった。
- 下生坂地域には中込バス停がある。近くを流れる麻績川が筑北村との堺になっていて、その対岸にある集落へのアクセスとして設置されている。
- 重地区で生坂村営バスで最寄りのバス停は山清路バス停だが距離は長い。

## 周回デマンドバス
村内を周回するデマンドバス。いくりんの愛称で運行している。登録・予約が必要である。池田町営バスとの乗り継ぎにも利用できる。安曇野市を周回するデマンドバスあづみんとの乗り継ぎも可能で、村民は安曇野市に限り利用が可能。